# Крестовый перевал
Кресто́вый перева́л (Гудаурский перевал; груз. ჯვრის უღელტეხილი, осет. Бæрзæфцæг) — перевал на Военно-Грузинской дороге (Владикавказ — Тбилиси) на высоте 2379 м через Главный Кавказский хребет. Ведёт из долины реки Терек в долину реки Арагви. К западу от перевала располагается Кельское вулканическое плато.

## История
Название Крестового перевал получил в 1824 году, когда был поставлен каменный крест для обозначения точки перевала. Этот крест видели проезжавшие здесь Александр Пушкин, Александр Грибоедов и Михаил Лермонтов. Гудаурским он был назван по названию посёлка Гудаури (груз. გუდაური), известного теперь как горнолыжный курорт.
В 1837 году была предпринята попытка обойти перевал, направив дорогу через Гудамакарское и Гудушаурское ущелья и Квенатский перевал, однако через десять лет, в 1847 году, после проведённых изысканий было решено вернуться на первоначальный маршрут.
В 2025 году планируется завершить строительство автомобильного тоннеля под перевалом.

## Топографические карты
- Лист карты K-38-53 пер. Крестовый. Масштаб: 1 : 100 000. Состояние местности на 1987 год. Издание 1989 г.
- Лист карты K-38-XV пер. Крестовый. Масштаб: 1 : 200 000. Состояние местности на 1978 год. Издание 1980 г.